# Olympische Sommerspiele 2004/Teilnehmer (Bangladesch)
| Gelbes Symbol für Goldmedaillen mit stilisierten Olympischen Ringen | Graues Symbol für Silbermedaillen mit stilisierten Olympischen Ringen | Braundes Symbol für Bronzemedaillen mit stilisierten Olympischen Ringen |
| ------------------------------------------------------------------- | --------------------------------------------------------------------- | ----------------------------------------------------------------------- |
| —                                                                   | —                                                                     | —                                                                       |

Bangladesch nahm bei den Olympischen Spielen 2004 in Athen zum sechsten Mal an Olympischen Sommerspielen teil. Die Delegation umfasste vier Athleten.

## Teilnehmer nach Sportart

### Leichtathletik
- Mohammad Shamsuddin
Männer, 100 m: in der 1. Runde ausgeschieden (11,13 s)

### Schießen
- Asif Khan
Männer, Luftpistole 10 m: 35. Platz

### Schwimmen
- Doli Akhter
Frauen, 50 m Freistil: 61. Platz (30,72 s)

- Ahmed Mohamed Jewel
Männer, 50 m Freistil: 63. Platz (25,47 s)